# Songs for Distingué Lovers
Songs for Distingué Lovers från 1957 är ett musikalbum med Billie Holiday and her Orchestra .
Songs for Distingué Lovers återutgavs i oktober 1997 med uppfräschat ljud och sex bonusspår. Extraspåren spelades alla in vid samma sessioner men gavs ursprungligen ut på albumen Body and Soul (spår 7, 9–11) och All or Nothing at All (spår 8, 12).

## Låtlista
1. Day In, Day Out (Rube Bloom/Johnny Mercer) – 6:51
2. A Foggy Day (George Gershwin/Ira Gershwin) – 4:44
3. Stars Fell on Alabama (Frank Perkins/Mitchell Parish) – 4:29
4. One for My Baby (Harold Arlen/Johnny Mercer) – 5:41
5. Just One of Those Things (Cole Porter) – 5:35
6. I Didn't Know What Time It Was (Richard Rodgers/Lorenz Hart) – 6:00

Bonusspår på cd-utgåvan från 1997
1. Let's Call the Whole Thing Off (Ira Gershwin, George Gershwin) – 3:23
2. I Wished on the Moon (Ralph Rainger/Dorothy Parker) – 3:25
3. They Can't Take That Away from Me (George Gershwin/Ira Gershwin) – 4:10
4. Body and Soul (Johnny Green/Edward Heyman/Robert Sour/Frank Eyton) – 6:22
5. Moonlight in Vermont (John Blackburn/Karl Suessdorf) – 3:49
6. Love Is Here to Stay (George Gershwin/Ira Gershwin) – 3:41

## Inspelningsdata
Alla inspelningarna är gjorda i Capitol Studios, Los Angeles
3 januari 1957 (spår 2, 8, 11)
4 januari 1957 (spår 5, 6)
7 januari 1957 (spår 1, 10)
8 januari 1957 (spår 3, 4, 12)
9 januari 1957 (spår 7, 9)

## Medverkande
- Billie Holiday – sång
- Harry Edison – trumpet
- Ben Webster – tenorsax
- Jimmy Rowles – piano
- Barney Kessel – gitarr
- Red Mitchell – bas (spår 1, 2, 5–11)
- Joe Mondragon – bas (spår 3, 4, 12)
- Alvin Stoller – trummor (spår 1, 2, 5, 6, 8, 10, 11)
- Larry Bunker – trummor (spår 3, 4, 7, 9, 12)